# 郇相
郇相（前1世纪—1世纪），字稚宾，太原郡（郡治今山西省太原市西南）人，西汉政治人物。
郇相与郇越为同族兄弟，是汉成帝到王莽时的名士。举州郡孝廉茂材，因病免官，时称名士。王莽时，征召为太子四友，病死，太子王临遣使赠给他衣衾。其子攀棺不受，说：「死去的父亲遺言，師友所送的不要接受，现在在皇太子处得託友官，所以不受。」被京師之人稱道。郇相有清名，通明儒家经典，而行为謹慎，于两汉之际显名一时。